# Regierungsbezirk Karlsruhe
Der Regierungsbezirk Karlsruhe ist einer von vier Regierungsbezirken im deutschen Land Baden-Württemberg. Er steht in der Hierarchie zwischen den Land- und Stadtkreisen einerseits und der Landesregierung andererseits. Verwaltungsbehörde ist das Regierungspräsidium mit Sitz in Karlsruhe (Stadtteil Innenstadt-West). Behördenleiter des Regierungspräsidiums ist der Regierungspräsident, der als politischer Beamter vom Ministerpräsidenten ernannt wird.

## Geographie
Der Regierungsbezirk Karlsruhe liegt im Nordwesten Baden-Württembergs. Im Süden grenzt er an den Regierungsbezirk Freiburg, im Westen an Rheinland-Pfalz und an das Elsass (Frankreich), im Norden an den Regierungsbezirk Darmstadt in Hessen und den Regierungsbezirk Unterfranken in Bayern sowie im Osten an die Regierungsbezirke Stuttgart und Tübingen. Seine heutige Ausdehnung geht auf die Verwaltungs- und Gebietsreform zum 1. Januar 1973 zurück.

## Geschichte
Der Regierungsbezirk wurde unter dem Namen Regierungsbezirk Nordbaden mit der Bildung des Südweststaates Baden-Württemberg im Jahr 1952 gebildet. Das Regierungspräsidium war seit diesem Zeitpunkt im Wesentlichen für den nördlichen Teil des ehemaligen Landes Baden bzw. den badischen Teil des Bundeslandes Württemberg-Baden zuständig, das nach dem Zweiten Weltkrieg aus der amerikanischen Besatzungszone hervorgegangen war.
Bei der Gebietsreform, die zum 1. Januar 1973 in Kraft trat, wurde der Zuständigkeitsbereich des Regierungspräsidiums im Osten und Süden um ehemals württembergische (und mittelbadische) Gebiete erweitert.
Im Gegenzug wurden im Nordosten Gebiete in die Zuständigkeit des Regierungspräsidiums Stuttgart abgegeben. Daher wurde der Regierungsbezirk Nordbaden gleichzeitig in Regierungsbezirk Karlsruhe umbenannt.

## Bevölkerungsentwicklung
Die Einwohnerzahlen sind Volkszählungsergebnisse (¹) oder amtliche Fortschreibungen des Statistischen Landesamts Baden-Württemberg (nur Hauptwohnsitze).
| Jahr              | Einwohnerzahlen |
| ----------------- | --------------- |
| 31. Dezember 1973 | 2.400.336       |
| 31. Dezember 1975 | 2.379.443       |
| 31. Dezember 1980 | 2.400.396       |
| 31. Dezember 1985 | 2.400.024       |
| 27. Mai 1987 ¹    | 2.395.523       |
| 31. Dezember 1990 | 2.532.487       |
| 31. Dezember 1995 | 2.644.430       |

| Jahr              | Einwohnerzahlen |
| ----------------- | --------------- |
| 31. Dezember 2000 | 2.684.425       |
| 31. Dezember 2005 | 2.732.455       |
| 31. Dezember 2010 | 2.744.226       |
| 31. Dezember 2015 | 2.761.977       |
| 31. Dezember 2020 | 2.807.601       |

## Flächenaufteilung
Nach Daten des Statistischen Landesamtes, Stand 2015.

## Organisation
Das Regierungspräsidium ist eine staatliche Mittelbehörde.
Die Regierungspräsidenten seit 1952:
- 1952–1963: Hans Huber
- 1963–1974: Werner Munzinger
- 1975–1985: Trudpert Müller
- 1986–1988: Adolf Bieringer (CDU)
- 1988–1994: Karl Miltner (CDU)
- 1994–2005: Gerlinde Hämmerle (SPD)
- 2005–2012: Rudolf Kühner (parteilos)
- 2012–2019: Nicolette Kressl (SPD)
- seit 2019: Sylvia Felder (CDU)

### Abteilungen
Das Regierungspräsidium Karlsruhe ist in folgende neun Abteilungen aufgeteilt:
- Abteilung 1: Steuerung, Verwaltung und Bevölkerungsschutz
- Abteilung 2: Wirtschaft, Raumordnung, Bau-, Denkmal- und Gesundheitswesen
- Abteilung 3: Landwirtschaft, Ländlicher Raum, Veterinär- und Lebensmittelwesen
- Abteilung 4: Straßenwesen und Verkehr
- Abteilung 5: Umwelt
- Abteilung 6: weggefallen (früher Landespolizeidirektion)
- Abteilung 7: Schule und Bildung (früher: Oberschulamt Karlsruhe)[4]
- Abteilung 8: Asylrecht, Ausländer, Rückkehrmanagement, Spätaussiedler, Zentrale Bußgeldstelle, Lotterie- und Glücksspielrecht
- Abteilung 9: Flüchtlingsangelegenheiten, landesweite Steuerung, Aufnahme, Unterbringung, Verteilung

Leiter sind jeweils Abteilungspräsidenten.

## Verwaltungsgliederung
Der Regierungsbezirk Karlsruhe umfasst drei Regionen, die wiederum in sieben Landkreise und fünf Stadtkreise gegliedert sind. Es gibt im Regierungsbezirk 211 Städte und Gemeinden, darunter die fünf Stadtkreise und 21 Große Kreisstädte. Die Regionen mit ihren Stadt- und Landkreisen sind:
Metropolregion Rhein-Neckar
Stadtkreis Mannheim (MA)
Stadtkreis Heidelberg (HD)
Neckar-Odenwald-Kreis (MOS, BCH)
Rhein-Neckar-Kreis (HD)
Verband Region Karlsruhe
Stadtkreis Baden-Baden (BAD)
Stadtkreis Karlsruhe (KA)
Landkreis Karlsruhe (KA, BR)
Landkreis Rastatt (RA, BH)
Regionalverband Nordschwarzwald
Stadtkreis Pforzheim (PF)
Landkreis Calw (CW)
Enzkreis (PF)
Landkreis Freudenstadt (FDS, HCH, HOR, WOL)
Die 21 Großen Kreisstädte unterstehen der Fachaufsicht des Regierungspräsidiums:
- Bretten
- Bruchsal
- Bühl
- Calw
- Ettlingen
- Freudenstadt
- Gaggenau
- Hockenheim
- Horb am Neckar
- Leimen
- Mosbach
- Mühlacker
- Nagold
- Rastatt
- Rheinstetten
- Schwetzingen
- Sinsheim
- Stutensee
- Waghäusel
- Weinheim
- Wiesloch

## Wirtschaft
Im Vergleich mit dem Bruttoinlandsprodukt pro Kopf der Europäischen Union, ausgedrückt in Kaufkraftparität, erreichte der Regierungsbezirk Karlsruhe im Jahr 2015 einen Index von 139 (EU-28 = 100).